# مسجد آهات جامي
مسجد آهات جامي (بالأوكرانية: Мечеть Ахать Джамі)‏ هو مسجد جامع يقع في دونيتسك، أوكرانيا. تم تسمية المسجد تكريما لرجل الأعمال آهات براغين [الإنجليزية]، وأحد مآذنه سُمّيت باسم رينات أخميتف. يعتبر أول مسجد يتم بناؤه في حوض دونيتس منذ سقوط الاتحاد السوفيتي . يقع حاليًا ضمن أراضي جمهورية دونيتسك الشعبية، على الرغم من أن هذه المنطقة في نزاع مع أوكرانيا.

## التاريخ
في عام 1994، تم وضع الأساس لأول مسجد في المنطقة، تحت اسم ابن فضلان. تصميم المشروع مأخوذة من أحد مساجد اسطنبول.
الراعي الرئيسي للمسجد كان آهات جامي. بعد وفاته في 15 أكتوبر 1995 سُمّي المسجد تكريما له. في البداية، نصّ المشروع إلى بناء مئذنة واحدة، لكن التمويل من رينات أخميتف جعل من الممكن بناء مئذنتين. سُمّيت الثانية تكريما له. في الطابق الأول من المسجد تقع الجامعة الإسلامية الأوكرانية، أول مؤسسة إسلامية للتعليم العالي في أوكرانيا.
تم الافتتاح الرسمي لمسجد آهات جامي والجامعة الإسلامية الأوكرانية في 3 سبتمبر 1999.